# الک اکتون
الک اکتون (انگلیسی: Alec Acton؛ ۱۲ نوامبر ۱۹۳۸ – ۱۹۹۴ (۵۵−۵۶ سال)) یک بازیکن فوتبال بود.
از باشگاه‌هایی که در آن بازی کرده‌است می‌توان به باشگاه فوتبال استوک سیتی اشاره کرد.